# Phil Bennion

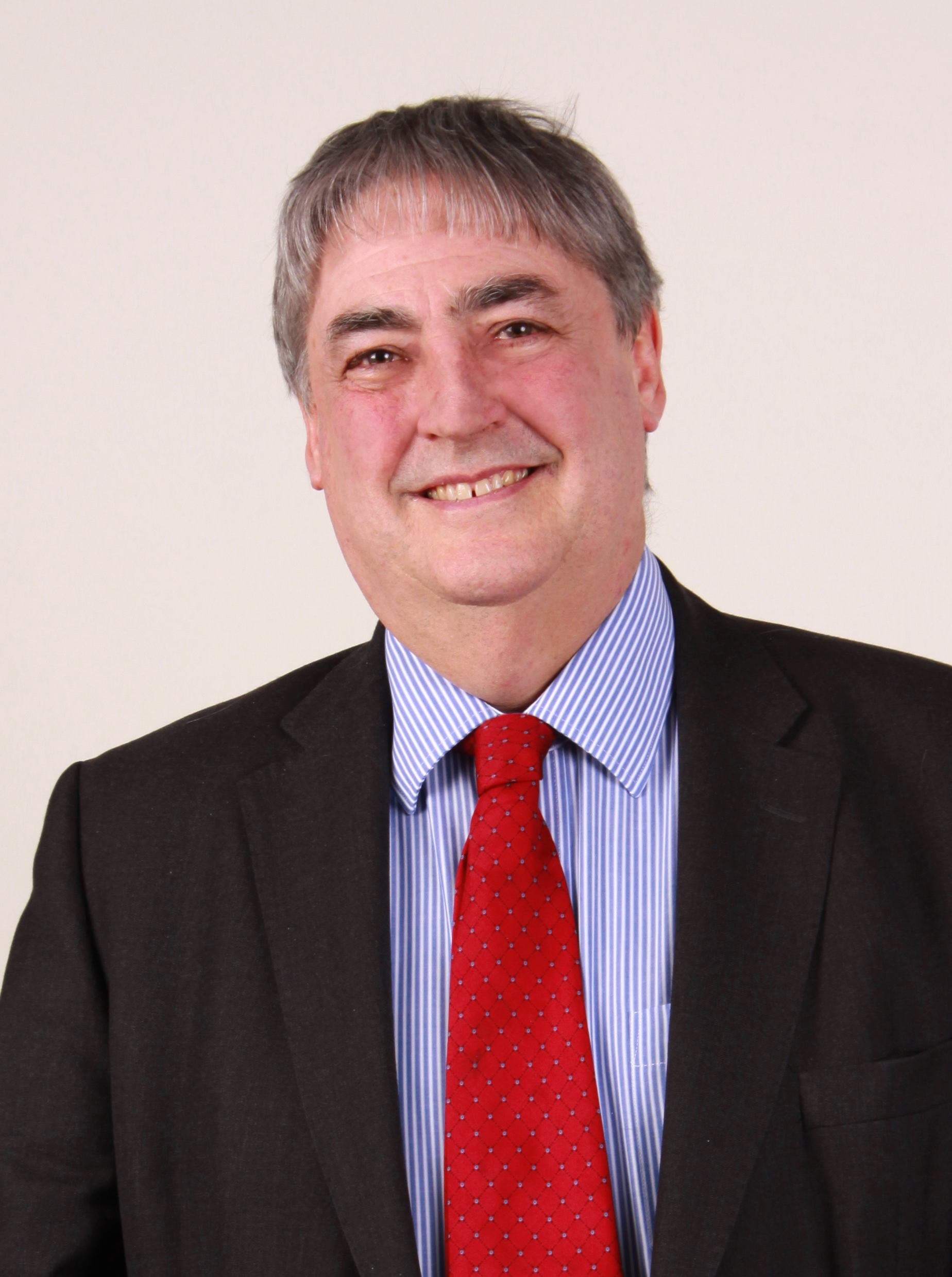
Phil Bennion (2014)

Phil Bennion (* 7. Oktober 1954 in Tamworth) ist ein britischer Politiker der Liberal Democrats. Von 2012 bis zum 31. Januar 2020 war er als Nachrücker für Elizabeth Lynne Abgeordneter im Europäischen Parlament in der Allianz der Liberalen und Demokraten für Europa.
Als Europaparlamentarier war Bennion Mitglied im Ausschuss für Beschäftigung und soziale Angelegenheiten und in der Delegation für die Beziehungen zu den Ländern Südasiens. Als Stellvertreter war er im Ausschuss für Verkehr und Fremdenverkehr und in der Delegation für die Beziehungen zum Palästinensischen Legislativrat.